# Drumsö
Drumsö (finska: Lauttasaari) är en ö och en stadsdel i Helsingfors stad. Ön har cirka 25 000 invånare, varav 14 procent talar svenska som sitt modersmål. Västerleden går över Drumsö mellan Helsingfors och Esbo. Kvarnberget är ett berg och en park i stadsdelen.

## Historik
Ön hörde ursprungligen till Hoplax socken och på ön fanns Drumsö gård, vars karaktärshus ännu står kvar insprängt mellan höghusen, och kan hyras för familjefester. Åren 1920–1946 var Drumsö en del av Hoplax kommun, som också bestod av Munksnäs. Hoplax inkorporerades med Helsingfors 1946. Ön ägdes av släkten Tallberg, känd bland annat i olympiska seglingssammanhang. År 1935 byggdes en klaffbro från Sundholmen, som tidigare fyllts ut samman med Helsingfors fastland. Några år senare byggdes Jorvasvägen, nuvarande Västerleden (stamväg 51) över vägbankar vidare mot Esbo. Från öns nordspets finns en bro för enbart fotgängare och cyklister till Lövö och Granö. Därefter började tät bebyggelse raskt växa upp vid brofästet. 
Till en början var det mest bostadshus, men småningom uppstod även ett industriområde mot sydsidan av ön kring Hallonnäs, där bland annat LM Ericssons andra fabrik i Finland byggdes. År 1946 inkorporerades ön med Helsingfors.
Redan på 1950-talet uppstod trafikstockningar under rusningstid när pendlare från södra Esbo skulle ta sig till och från Helsingfors över denna enda förbindelse. På 1960-talet byggdes Jorvasvägen om till motorväg västerut, och därmed tillkom en ny bro för enbart motortrafik. Den saknade dock klaff, så den traditionella trafiken med sandskutor till Råholmen upphörde. Den gamla bron byggdes därefter om och breddades, och en tid skeppades ännu stenkol till Sundholmens kraftverk denna väg, tills trafiken upphörde i början av 2000-talet, då det i berggrunden under Sundholmen sprängts in ett antal enorma förvaringssilon, vilka fylls med transportör från kajen utanför broarna.
På Enåsen, en sandås mot nordväst, byggdes en hoppbacke för skidentusiaster, och en ishockeyrink nedanför. Hoppbacken försvann efter något decennium. Vid östra stranden verkade paddlingsklubben Drumsö Kanotister och invid Hallonnäs badstrand fanns Drumsö Paddlarklubb, som fortfarande är verksam i sitt föreningshus. På 1990-talet började de flesta industrierna söka sig utanför staden, och nya bostadsområden byggdes på södra änden av ön.

## Framtiden
Planer finns att som förlängning på Enåsen täcka över motorvägen för att bygga fler bostäder.

## Lokaltrafik
Det finns två metrostationer på Drumsö: Drumsö och Björkholmen. Busslinjerna 21, 22, 22B, 22K och 105 åker på Drumsö.

## Drumsö Sällskapet
Drumsö Sällskapet är öns hembygdsförening, vilken bildades 1963. Den utger tidningen Lauttasaari lehti (Drumsöbladet) en gång i veckan, med en upplaga på 13.500 exemplar.
Drumsöloppet ordnas årligen i samband med Drumsödagarna i början av september.

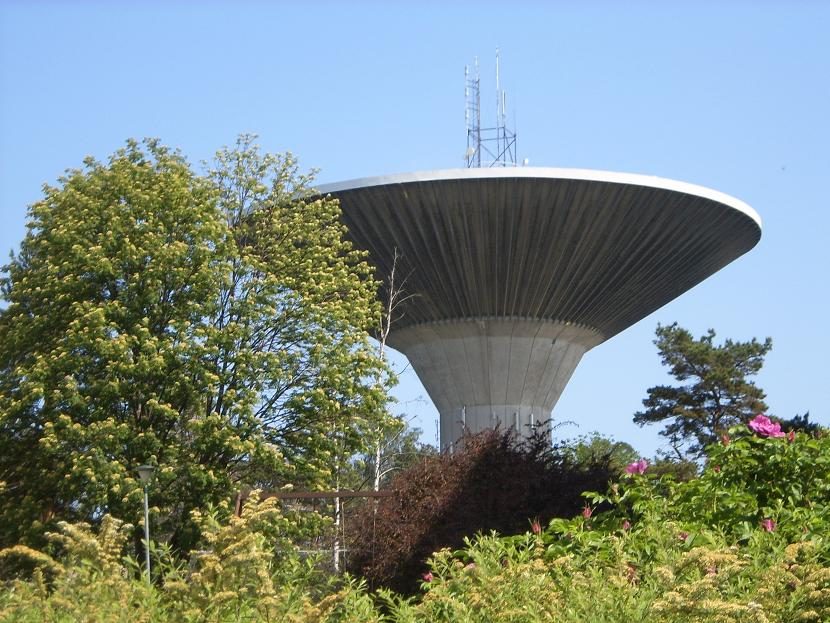
Det tidigare Drumsö vattentorn, rivet 2015

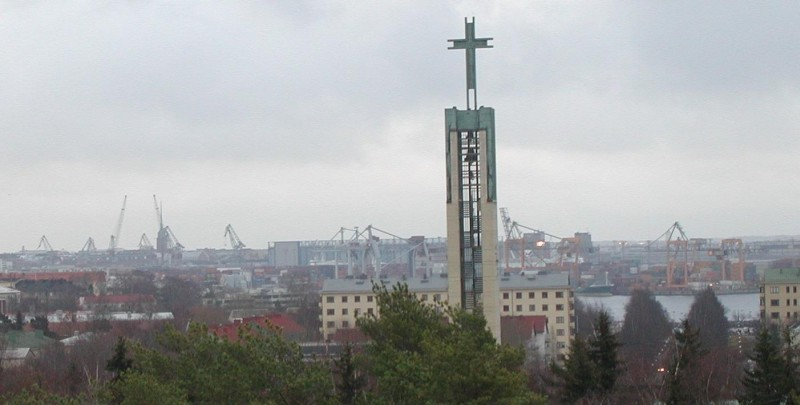
Drumsö kyrkas torn